# Acadie (metrostation)
Acadie is een metrostation in de Canadese gemeente Mount Royal. Het station werd geopend op 28 maart 1988 en wordt bediend door de blauwe lijn van de metro van Montréal.